# روجر إل. هنت
روجر إل. هنت (بالإنجليزية: Roger L. Hunt)‏ هو قاضي ومحامي أمريكي، ولد في 1942 في أوفرتون في الولايات المتحدة.